# Han Yuandi

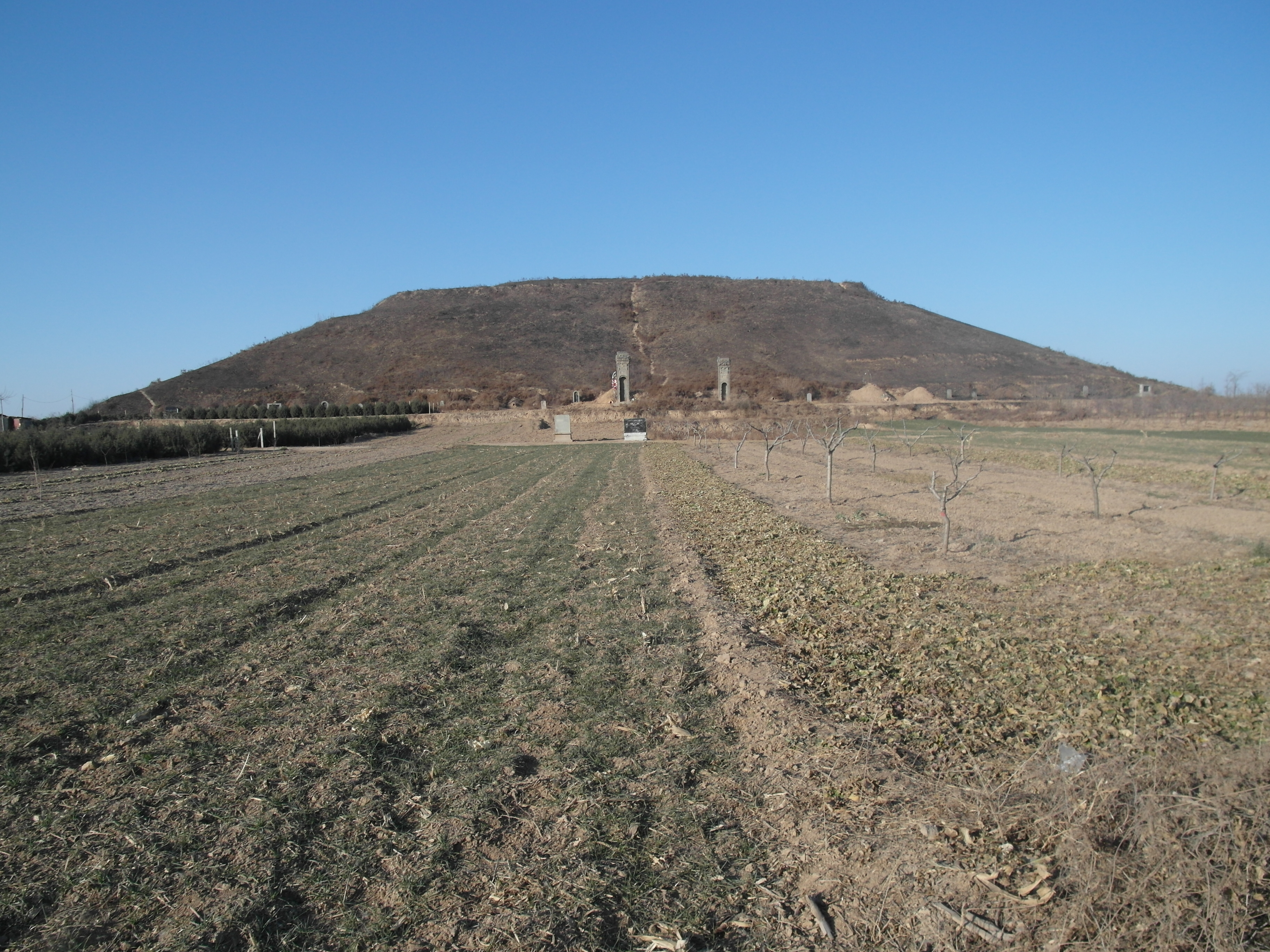
Graven Weiling där kejsar Han Yuandi är begravd tillsammans med kejsarinnan Wang Zhengjun.

Kejsar Yuan av Han alt. Han Yuandi (汉元帝; 漢元帝; Hàn Yuándì), född 75 f.Kr., död 33 f.Kr., var en kinesisk kejsare under Västra Handynastin. Kejsar Yuan regerade från 48 alt. 49 f.Kr. till 33 f.Kr. Hans födelsenamn namn var Liu Shi (刘奭), och hans tempelnamn var Gaozong (高宗). Hans far och företrädare var kejsare Xuan och hans mor var kejsarinnan Xu (許皇后). Kejsarinnan Xu mördades av kejsar Xuans konkubin, och senare kejsarinna, Huo Chengjun. Kejsar Yuans förstafru var kejsarinnan Wang Zhengjun.

## Politik
Kejsar Yuan var intellektuell, bra på scenkonst och på att läsa, och han var en beskyddare över de lärda inom konfucianismen. Innan han tillträtt som regent kritiserade han hur hans far, kejsar Xuan, styrde landet med alltför hårda strafflagar. I stället förespråkade han ett mer moral-baserat styrelseskick enligt konfucianismen, och han brydde sig om de enskilda medborgarna. Kejsar Yuan var bidragande till att etablera konfucianismen som huvudsaklig religion/statsideologi.
När han som tjugosjuåring tillträdde som kejsare 49 f.Kr. efter att hans far avlidit tillsatte han ett flertal lärda inom konfucianismen som administrativa assistenter. Redan när kejsar Yuan tillträdde var Västra Handynastin sedan flera år på ekonomiskt nedåtgående. Även under kejsar Yuans tid som regent tappade hovet mer och mer makt, till förmån för lokala magnater som förfogade över stora landområden och hade tusentals slavar, även om kejsar Yuan försökte förhindra detta med sänkta skatter. Kejsar Yuan gjorde flera besparingsreformer. Han stoppade användandet att multipla palats och multipla administrativa byggnader, och han drog ner på kejserliga banketter och minskade användare av kejserliga parker. Han stoppade även, de ibland mycket storskaliga, matutdelningarna på de kejserliga helgedomarna. Ekonomin och välståndet för de rika magnaterna fortsatte att stärkas under kejsar Yuans regeringstid.  33 f.Kr. föreslog khanen över Xiongnu en allians genom giftermål mellan khanen och en kinesisk prinsessa. Hovdamen Wang Zhaojun valdes ut och bröllopet verkställdes.

## Död och begravning
48 f.Kr. utropade kejsar Yuan sin son Liu Ao(劉驁) som kronprins och Wang Zhengjun som kejsarinna. Efter att kejsar Yuan avled 33 f.Kr. efterträdde Liu Ao sin far som kejsare Cheng. Kejsar Yuan begravdes i Weiling, som ligger i Xianyang i Shaanxiprovinsen, där även hans första fru kejsarinnan Wang Zhengjun är begravd.

## Regeringsperiod
- Huanglong (黃龍) 49 f.Kr.–33 f.Kr.[9]